# 235

## Починали
- Иполит Римски, християнски писател
- Квартин, римски узурпатор
- 18 март – Александър Север, римски император